# Lily Brick
Mireia Serra y Bernadó (Lérida, 1990), más conocida por el nombre artístico de Lily Brick, es una artista y muralista catalana inspirada por las obras de Alfons Mucha y de Tamara de Lempicka. Después de estudiar diseño gráfico y vivir un tiempo en Valencia y Bruselas, adoptó su seudónimo en 2014 en homenaje a la artista rusa Lilia Brick a fin de dedicarse profesionalmente al arte callejero.
En 2023 fue considerada como una de las 50 artistas urbanas más influyentes del mundo en el libro Street Art by Women de Diego López.

## Estilo y trayectoria
Lily Brick crea murales de gran formato con pintura en spray en espacios rurales con un estilo cercano a la poesía visual. Pinta principalmente mujeres pelirrojas «gigantes» caracterizadas por la fuerza y la calidez de la mirada, como Pippi Långstrump. La obra Juliette, en una pared aislada del espacio natural de Lo Clot de la Unilla, la hizo conocida y valorada internacionalmente.
En diciembre de 2015 se inauguró una exposición individual de la artista en la Fundación Vallpalou de Lérida con el título de «Ego»: una colección de seis lonas de plástico de gran formato, en la que representó medios rostros, cumpliendo el reto de transmitir ternura, arrogancia o desafío según sea el caso.

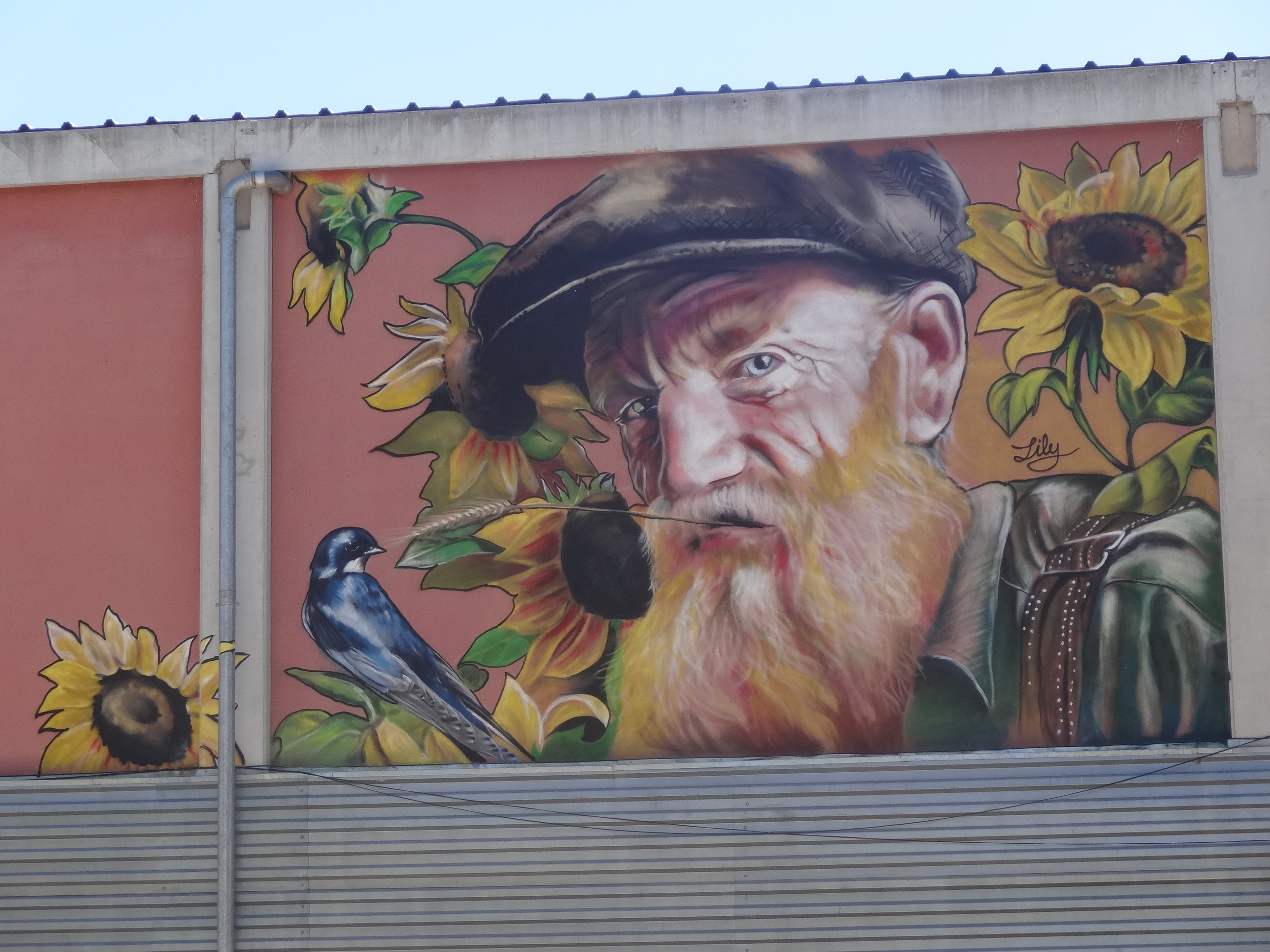
Mural en Penelles

En marzo de 2016 pinta un mural en el centro histórico de Lérida en homenaje a todas las mujeres que han sufrido o sufrirán cáncer de mama por iniciativa de la asociación Mamapop. El mural se encuentra en la plaza de los Gramáticos y cuenta con tres elementos: una mujer, una flor y una luz. En mayo de ese mismo año presenta un mural en el Gar Gar Festival de Penelles, que representa un payés con unos girasoles. En esa edición, 23 artistas realizaron murales en diferentes partes del pueblo para recuperar espacios públicos a través del arte y fomentar el conocimiento de otras expresiones artísticas.
En abril de 2017 participó en la exposición «Arte urbano: de la calle al museo» del Museo de Bellas Artes de Murcia en el contexto del Murcia Street Art Project. En 2017 pintó un mural en el prestigioso Hotel 128 del Street Art City de Lurcy-Lévis.

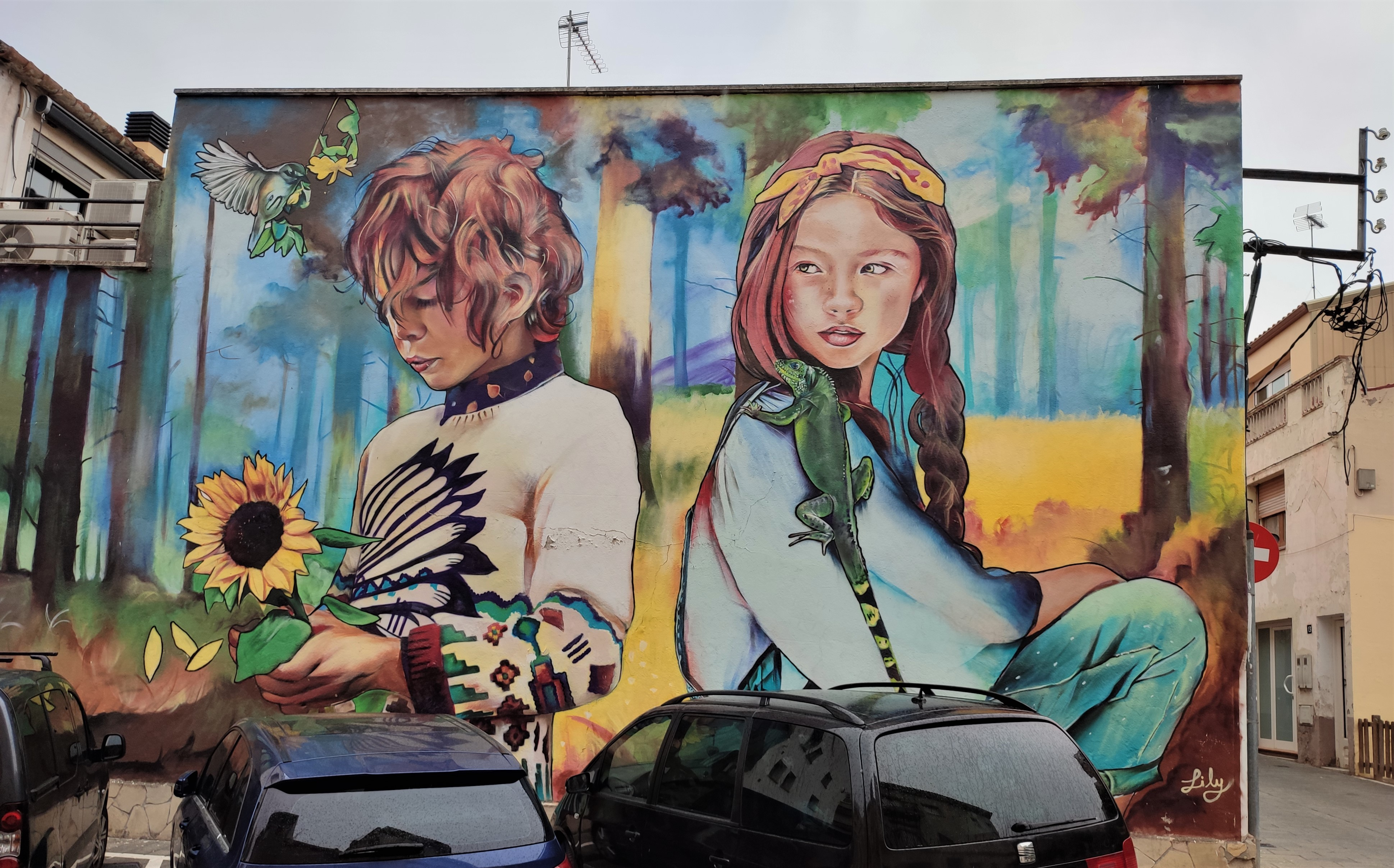
Happy childhood

En 2018 fue seleccionada para el programa Graffiti without Gravity: Street Art in Space de la Agencia Espacial Europea con sede en Noordwijk. En abril del mismo año hizo un mural de grandes dimensiones en El Cogul, con el título Madres de la tierra, representando motivos relacionados con el pueblo y el paisaje del territorio y haciendo referencia a la época en que se habitaba la Roca de los Moros. En septiembre participó en el festival Meninas de Canido en Ferrol, haciendo un homenaje al cuadro de Diego Velázquez que pone el foco en la infanta Margarita. Más adelante participó en la tercera edición del festival IntARTvenció en Martorell, con la obra Happy childhood sobre el respeto a la infancia.
En 2019 fue la invitada a realizar el calendario de Pagès Editors, integrado por una serie de piezas del artista. En abril de 2019 se inauguró una muestra individual en la Galería Espai Cavallers de Lérida, titulada «De cero», en la que mostró obras realizadas con spray y con diferentes técnicas, utilizando procesos experimentales que posteriormente se reflejan en sus murales.

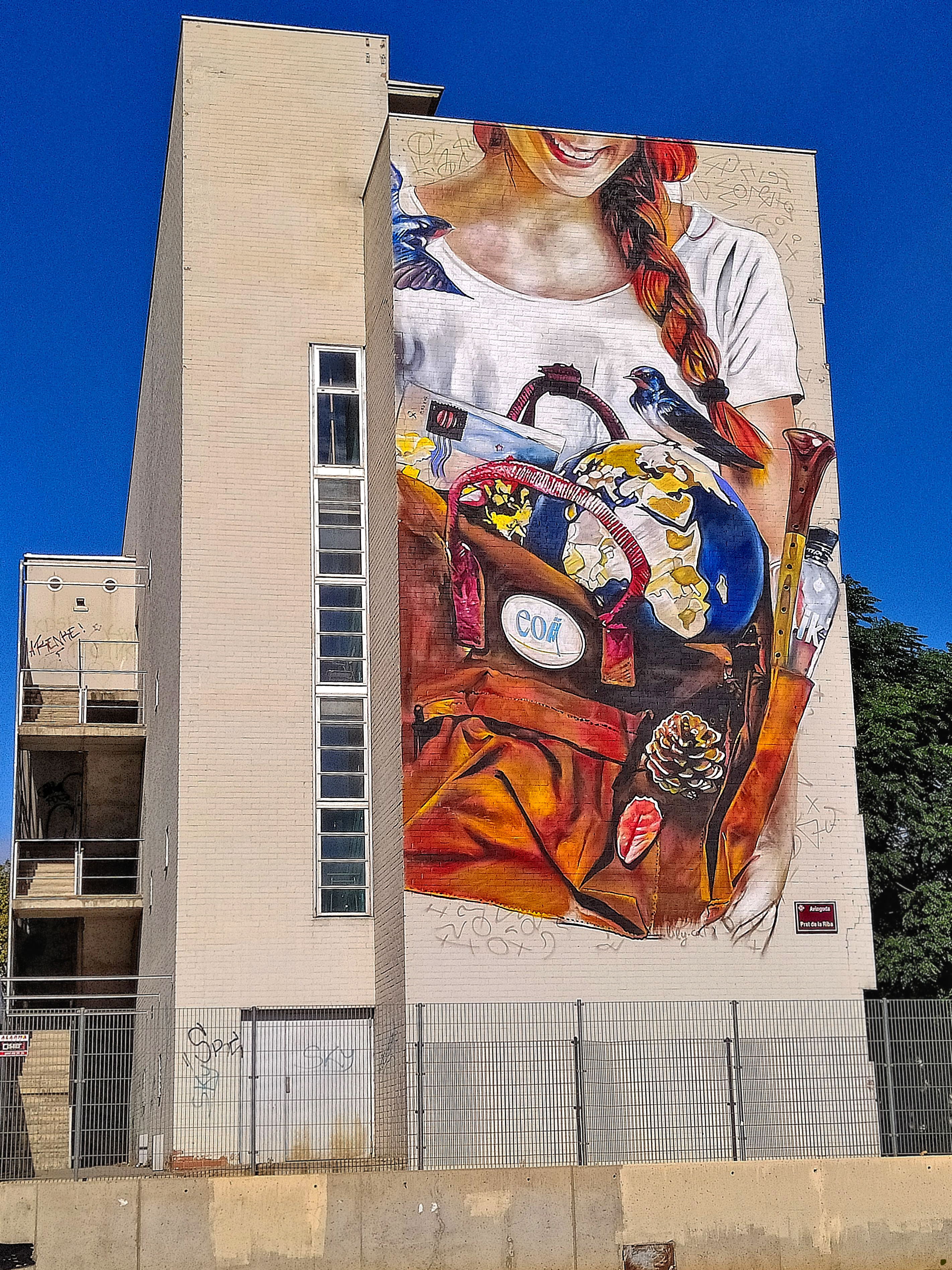
Pared lateral de la Escuela Oficial de Idiomas

En 2020 realizó murales en el campus tecnológico y científico del Indian Institute of Technology de Bombay en el marco del Techfest, la mayor feria tecnológica de Asia, y en la calle de Sant Joan de Reus en una de las fachadas del antiguo Hospital con motivo de los diez años del Casal de Joves la Palma. En febrero del mismo año realizó un mural en el Hogar de San José de Lérida, que contó con la colaboración de las personas residentes y usuarias, y en marzo inició un mural en la Escuela Oficial de Idiomas en el barrio de Pardinyes de Lleida. En julio de 2020 finalizó un mural en La Fuliola dedicado a las Fiestas del Segar y el Batre, realizado para conmemorar los novecientos años del municipio. En noviembre de 2020 hizo un mural en San Lorenzo de Montgai contra la violencia de género, representando un tipo de orquídea descubierta en 2018 en el Pirineo, una especie protegida que se encuentra en peligro de extinción y que destaca por su fortaleza.
En 2021, creó un relato gráfico en forma de viñeta en la pared exterior de Cellers Tarroné. Con un estilo que recuerda a la acuarela e imita una pintura elaborada con vino, resume con detalle y minuciosidad la historia de todas las generaciones de la familia que han hecho crecer el proyecto familiar de hacer vino en Batea. En mayo del mismo año realizó un mural en la Escuela de Arte y Superior de Diseño Ondara de Tàrrega, en colaboración con el artista Erik Schmitz, representando la unión de la escuela y la fuerza de crecer juntos. En junio realizó un mural colaborativo en la plaza de la Pastora del barrio barcelonés de Vallcarca, dentro del proyecto «Paredes con alma» impulsado por el Grupo ATRA, que busca implicar a las usuarias y aplicar el arte como herramienta generadora de cambio social y de transformación de las personas. En julio de 2021 realizó un mural de gran formato en el barrio de Pontepedriña de Santiago de Compostela, como parte del Delas Fest, el primer festival feminista de arte urbano en Europa. El mismo año participó en el acto institucional de la Diada Nacional de Cataluña, realizando un mural de homenaje a Pau Casals en Penelles que también fue la imagen del cartel y que se proyectó durante el acto oficial en Barcelona. En octubre participó en el Festival 23700, organizado por Rampa PRO en Linares, con un mural inspirado en la historia de los marqueses de Linares. En diciembre inauguró una exposición individual en el Espai Cavallers de Lérida, titulada «Imprescindibles», presentando piezas inspiradas en las grandes vanguardias históricas partiendo de los colores primarios.
En febrero de 2022 realizó un mural solidario promovido por la Fundación Banco de los Alimentos contra el despilfarro alimentario, acompañada de otros siete artistas urbanos: Txus Montejano, Llukutter, Kamma Marlo, Fil, Sermon y la pareja Cactusoup. En marzo se emitió su episodio de la serie documental La piel de los muros de TV3, que muestra el proceso de creación de grandes obras murales por parte de diez artistas catalanes. El mismo mes hizo un mural en el Centro Municipal Terres en Couleurs de Pithiviers en el marco de la semana por la igualdad de género, impulsado por el equipo de Label Valette Festival.